# Sonic Eraser
Sonic Eraser (ソニックイレイザー?, Sonikku Ireizā) è un videogioco rompicapo sviluppato da Sonic Team e pubblicato da SEGA nel 1991 per Sega Meganet, modem per Sega Mega Drive distribuito esclusivamente in Giappone. Nel 2004 è stato distribuito per Windows tramite il servizio online a noleggio Sega Game Honpo disponibile esclusivamente in Giappone. Nonostante sia un titolo della serie Sonic the Hedgehog, il gioco non presenta molti elementi comuni al franchise legato ad essa.
Sonic Eraser è un rompicapo in cui, come Tetris, bisogna liberare il campo di gioco dai blocchi che cadono dall'alto. Il gioco offre anche varie modalità per un giocatore e la possibilità di giocare in multiplayer per due giocatori o contro il computer.
Il gioco doveva anche essere incluso nella raccolta Sonic Gems Collection, ma alla fine non è stato incluso in essa per problemi di emulazione. Le recensioni di Sonic Eraser sono state positive. Sono stati apprezzati il gameplay e la modalità multigiocatore ma sono stati criticati negativamente la grafica e la musica.

## Modalità di gioco
Sonic Eraser offre un totale di tre opzioni di gioco: per uno o due giocatori, per due (uno contro l'altro) e contro il computer. Il gameplay è una variante di Tetris, dove i blocchi cadono dall'alto. È necessario posizionare quest'ultimi in modo che corrispondano al colore, dopodiché scompariranno, liberando il campo di gioco. Quando l'intero campo è pieno, il gioco finisce.
Nella variante per uno o due giocatori vengono proposte quattro modalità. In modalità Normal, il gioco continua finché i blocchi non riempiono l'intero schermo. Migliore è il gioco del giocatore, maggiore sarà il livello di difficoltà e di diretta conseguenza aumenterà la velocità di caduta degli oggetti. A volte durante la partita interverrà Sonic, che sgombrerà il campo da alcuni pezzi. La modalità Doubt ha lo stesso obiettivo di Normal, tranne per il fatto che i blocchi bianchi non cadranno, ma saranno formati da altri caduti precedentemente. La modalità Round consiste in dieci fasi progressivamente più difficili, in cui è necessario liberare il campo di gioco dagli oggetti. La modalità Block consente di scegliere quali pezzi cadranno dopo, e questi vengono sparsi solo se i loro colori corrispondono fra loro.
Nella modalità per due giocatori o contro il computer, il vincitore è colui il cui campo di gioco è sgombro, mentre quello dell'avversario è completamente pieno. Se durante il gioco si effettua una combinazione di più blocchi dello stesso colore, il nemico verrà attaccato e perderà temporaneamente la capacità di controllare i propri pezzi; maggiore è la combinazione e maggiore sarà il danno arrecato al nemico. Oltre ai blocchi di colori primari, ne esistono anche alcuni con dei punti interrogativi, che, a contatto con gli altri, si colorano in maniera del tutto casuale.

## Sviluppo e pubblicazione
Il titolo è stato sviluppato da Sonic Team nel 1991, che all'epoca ha creato il gioco di successo Sonic the Hedgehog per la console Sega Mega Drive, e l'omonimo personaggio è diventato la mascotte di SEGA. Il gameplay di Sonic Eraser è stato ispirato da quello di Columns, un altro rompicapo di SEGA. Sonic Eraser è stato pubblicato solo in Giappone per il modem di rete Sega Meganet sul servizio Sega Game Toshokan, e quindi esistono solo copie digitali del gioco e non è mai giunto su cartuccia.
Sonic Eraser è poco conosciuto in Europa e Nord America per via dell'assenza di una pubblicazione occidentale ufficiale e per la scarsa popolarità del Sega Meganet. Nel 2004 è diventato disponibile per Windows tramite il servizio online a noleggio Sega Game Honpo disponibile esclusivamente in Giappone. Originariamente era prevista la sua inclusione in Sonic Gems Collection, ma nella versione finale, a causa di problemi di emulazione, non è stato inserito, sebbene nella stessa raccolta sia possibile trovare la documentazione riguardante il gioco.

## Accoglienza
L'editorialista del sito spagnolo VicioJuegos.com ha assegnato a Sonic Eraser un punteggio di 7,5 su 10 e ha dichiarato: "Il gioco in sé non è niente di speciale, ma può intrattenere il giocatore nel suo tempo libero". Tra i suoi pregi, il recensore notò il gameplay semplice, "ideale per i puzzle veloci" e l'interessante modalità multigiocatore, ma criticò la sua semplicità, anche per un rompicapo, così come la grafica e la musica noiosa.